# Витегов фон Албек
Витегов фон Албек (на немски: Witegow von Albeck; † сл. 1190) е господар на Албек в Лангенау в Баден-Вюртемберг.

## Произход и наследство
Той е син на Беренгар фон Албек († сл. 1150) и внук на Беренгар фон Албек († сл. 1108), който е незаконен син на Адалберт фон Щуберсхайм († сл. 1092).
Дядо му Берангар фон Щуберсхайм получава замък Албек, построен между 1081 и 1100 г. от швабския херцог Фридрих I за защита на граничната територия около Улм, и започва да се нарича от 1107/1108 г. „фон Албек“.
Център на господарите фон Албек е замък Албек. Господарите на Албек основават един августински манастир в Щайнхайм на Албук. По-късно господството отива на графовете фон Верденберг (линия Верденберг-Албек). Замъкът и господството са наследени през 1245 г. от маркграф Хайнрих II фон Бургау и 1289 г. от граф Рудолф II фон Верденберг-Сарганс. Граф Конрад фон Верденберг ги продава през 1383 г. за 6830 златни гулдена на имперския град Улм. Тази линия изчезва през 1415 г.

## Фамилия
Витегов фон Албек се жени за Берхун фон Кирхберг († 1220). Те имат две деца:
- Зибото фон Албек († сл. 1220), женен, има две деца
- дъщеря (вер. Берта) фон Албек, омъжена за граф Еберхард II фон Кирхберг († 1183)

Вдовицата му Берхун фон Кирхберг се омъжва втори път за граф Волфрад I фон Феринген († сл. 1216).